# Jacques Stella
Jacques Stella (Lyon, 1596 - París, 29 de abril de 1657) fue un pintor del clasicismo francés.

## Vida y obra

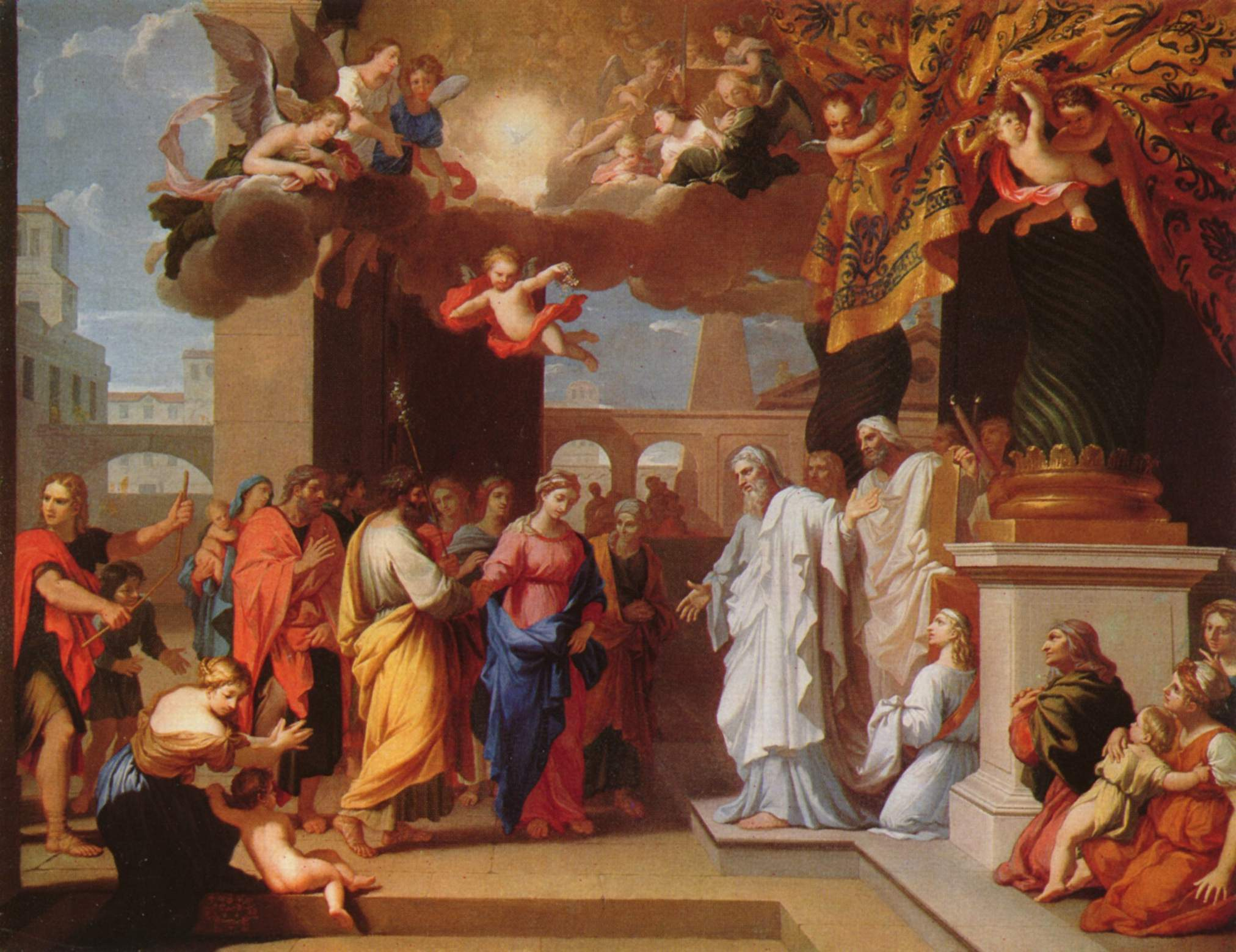
El matrimonio de la Virgen, Museo de Bellas Artes de Budapest

Stella nació en Lyon. Su padre fue François Stella, pintor y comerciante de origen flamenco, que falleció demasiado pronto para enseñarle a pintar. A edad temprana se trasladó a Florencia, donde trabajó al servicio del duque Cosme II de Médici junto al grabador Jacques Callot. Tras la muerte del duque en 1621, se instaló en Roma, donde se movió en un círculo de artistas de nivel medio, elaborando pinturas de formatos reducidos, algunas sobre piedras como ónix y lapislázuli. Tuvo encargos del papa Urbano VIII.
De nuevo en su país, tuvo el apoyo del cardenal Richelieu, cuyo palacio decoró.
Sus obras se caracterizan por elegantes figuras de modelado escultórico bajo influencia de Poussin, con un colorido sobrio. 
A su muerte sin hijos, su taller pasó al mando de sus sobrinos, los Bouzonnet, que adoptaron su apellido (Bouzonnet-Stella). Su sobrina Claudia, más conocida como Claudine, reprodujo en grabado varios de sus diseños. Debido a intermediarios poco escrupulosos, muchas de sus obras (pinturas, dibujos y grabados) fueron vendidas bajo la atribución a Poussin. 
Un pequeño Autorretrato de Jacques Stella pintado sobre cobre, se conserva en el Palacio Real de Madrid. En la misma ciudad, se conserva un Descanso en la huida a Egipto en el Museo del Prado, pero usualmente no se exhibe por limitaciones de espacio.